# Caridina meridionalis
Caridina meridionalis is een garnalensoort uit de familie van de Atyidae. De wetenschappelijke naam van de soort is voor het eerst geldig gepubliceerd in 1926 door J. Roux.